# FK Montana
FK Montana (bułg. ФК Монтана) – bułgarski klub piłkarski z siedzibą w Montanie.

## Historia
Chronologia nazw:
- 1947—1958: Christo Michajłow Michajłowgrad (bułg. "Христо Михайлов" Михайловград)
- 1957—1989: Septemwrijska Sława Michajłowgrad (bułg. "Септемврийска слава" Михайловград)
- 1990—1992: Montana Michajłowgrad (bułg. "Монтана" Михайловград)
- 1993—...: FK Montana (bułg. ФК Монтана)

Klub został założony 20 marca 1947 roku pod nazwą Christo Michajłow.
Od 1990 nazywa się FK Montana. W 1994 klub awansował do I ligi bułgarskiej, jednak w 1997 spadł. W sumie do 2009 na pierwszoligowych boiskach piłkarze PFK Montana grali przez trzy sezony oraz 39 sezonów w drugiej lidze.
W 2009 roku klub zajął pierwsze miejsce w grupie zachodniej II ligi bułgarskiej i ponownie zdobył awans do I ligi bułgarskiej.

## Sukcesy
- 9. miejsce w ekstraklasie (najwyższe w historii): w sezonie 1995-1996
- półfinalista Pucharu Bułgarii: 1995
- finalista Pucharu PFL: 1996

## Stadion
Stadion Ogosta w Montanie może pomieścić 8,000 widzów (siedzących miejsc).